# Ezkaton
Ezkaton è il sesto EP della band blackened death metal polacca Behemoth. È stato pubblicato nel Nord America tramite la Metal Blade Records l'11 novembre 2008, e in Europa tramite la Regain Records il 20 novembre 2008. L'EP contiene sette tracce, tra cui una canzone inedita intitolata Qadosh, una versione live e una ri-registrazione della canzone Chant for Ezkaton 2000 e.v., una versione live di From the Pagan Vastlands e Decade ov Therion, e una cover di Jama Pekel dei Master's Hammer e di I'm Not Jesus dei Ramones.
Le prime 4 tracce sono state registrate durante le sessioni di registrazione dell'album The Apostasy, agli Radio Gdańsk Studios, nel periodo compreso tra Novembre 2006 e Marzo 2007. Le tracce Live sono state registrate a Leeuwarden, Paesi Bassi nell'ottobre del 2007 durante l'European Apostasy Tour.
L'EP inoltre è stato pubblicato in versione limitata Box Set, che include quattro dischi in vinile colorati. Questa edizione contiene anche una cover, Devilock (dei Misfits, della durata di 1:16), nel terzo disco. Ogni disco ha una canzone incisa in ciascun lato.

## Tracce
1. Chant for Ezkaton 2000 e.v. – 5:11
2. Qadosh – 4:58
3. Jama Pekel (Master's Hammer cover) – 3:59
4. I'm Not Jesus (Ramones cover) – 2:41
5. From the Pagan Vastlands (live) – 3:01
6. Decade ov Therion (live) – 2:56
7. Chant for Ezkaton 2000 e.v. (live) – 5:07

## Formazione
- Adam "Nergal" Darski - voce, chitarra e sintetizzatori
- Tomasz "Orion" Wróblewski - basso
- Zbigniew Robert "Inferno" Promiński - batteria e percussioni